# Hospital Provincial de Nuestra Señora de Gracia (Zaragoza)
El Hospital Provincial de Nuestra Señora de Gracia es una institución de salud ubicada en Zaragoza, Aragón. Es el hospital más antiguo de la región aragonesa y uno de los más vetustos de toda España.
Destaca su edificio, de talla barroca, que originalmente fuera sanatorio de enfermos pobres. Al destruirse por efectos de los Sitios la sede original sita en El Coso, el hospital se traslada a su emplazamiento actual. El interior posee finos retablos, tallados por el maestro de Francisco de Goya, José Luzán. 

## Historia

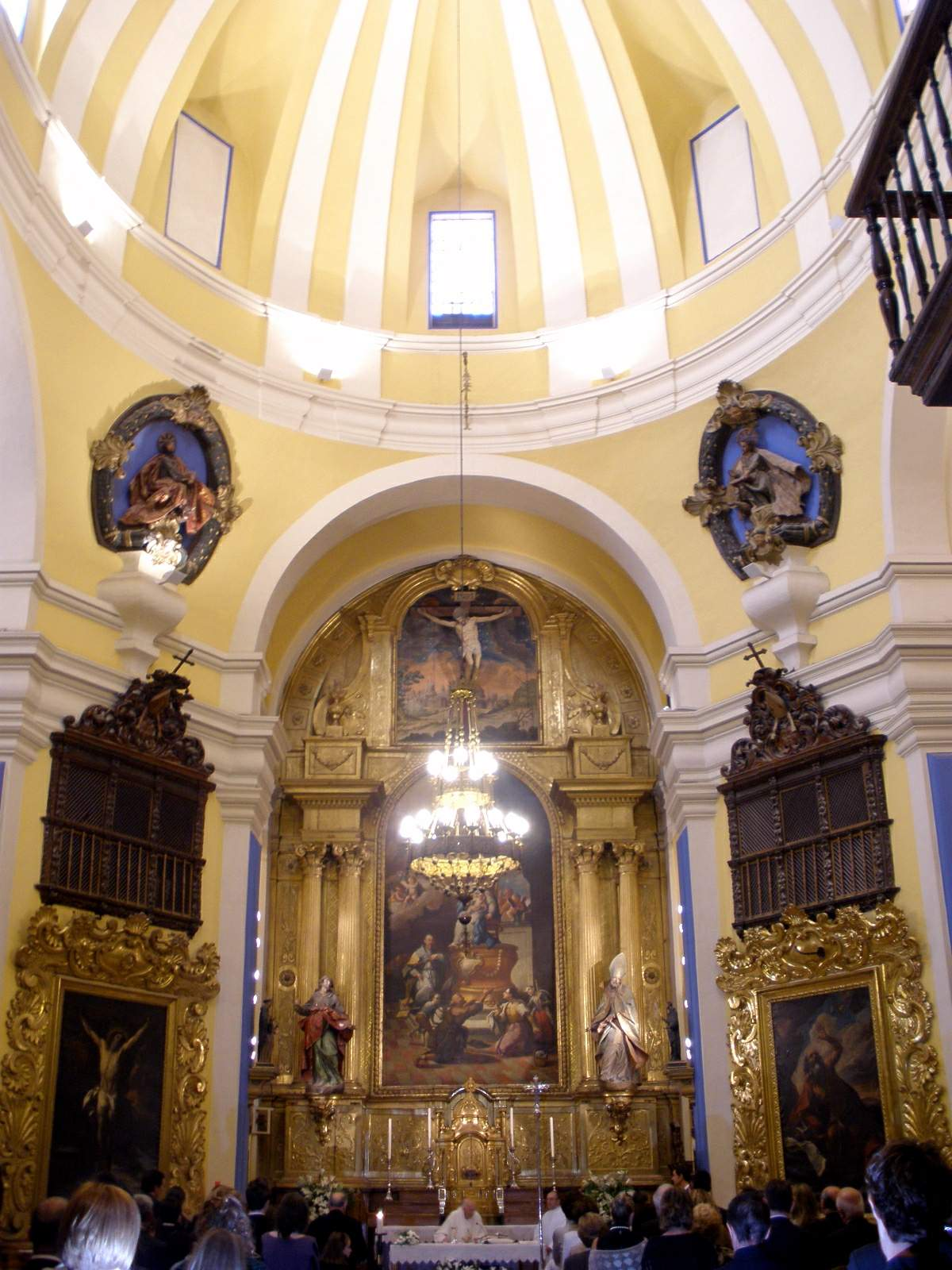
Iglesia del Hospital de Nuestra Señora de Gracia

### sigloXV

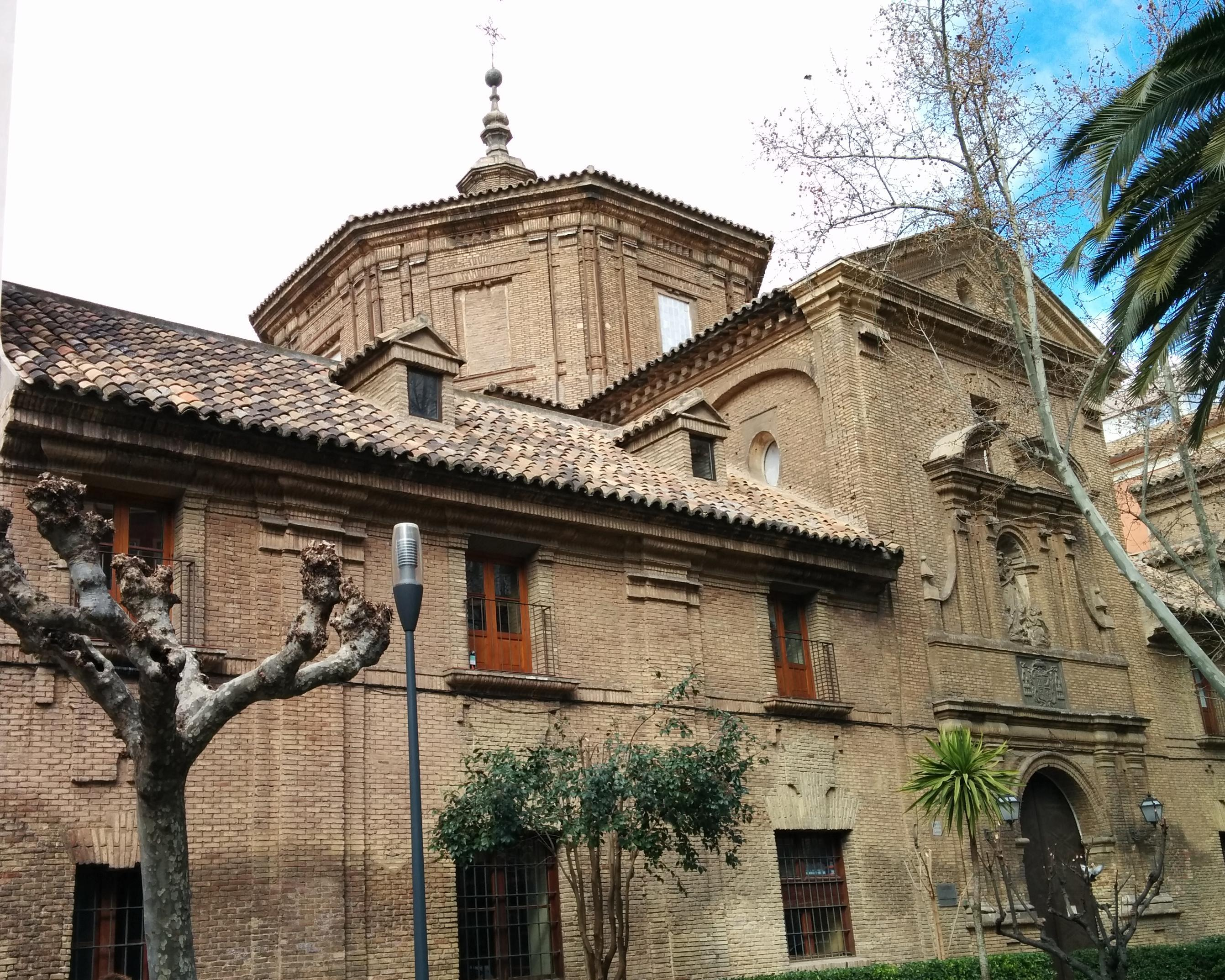
Exterior de la iglesia

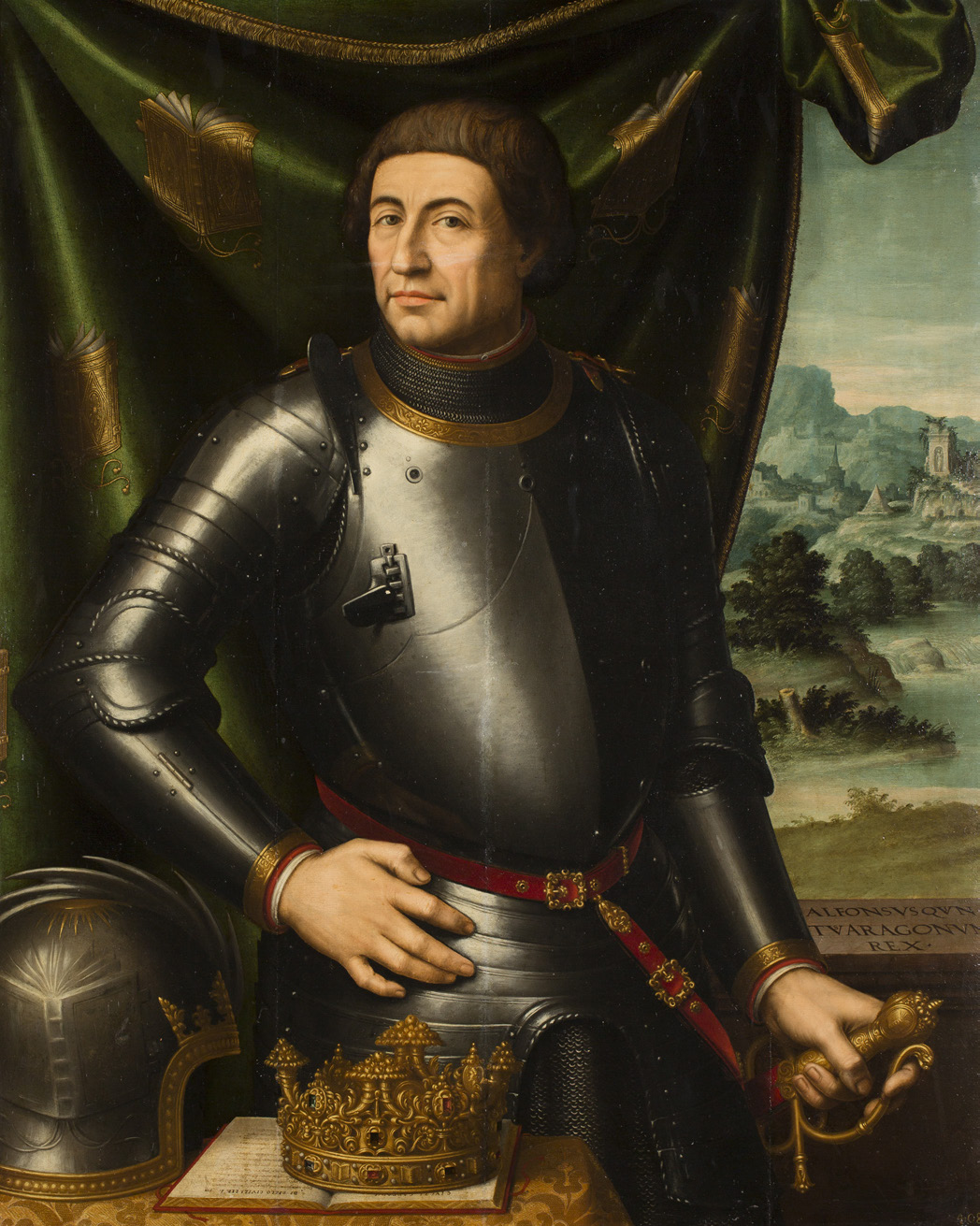
Alfonso V el Magnánimo

El inicio del hospital se remonta a 1425, cuando las necesidades del pueblo zaragozano llevaron a éste a pedir una institución que prestase servicios para mejorar las condiciones de salubridad en Aragón. Como sucedía en Valencia por esas fechas, se creó el hospital con la venia de Alfonso V, pero controlada totalmente por la burguesía. Este organismo concejil surgió con triple concepción: por un lado era religiosa, al ser los religiosos quienes atendían a los enfermos y, como todo hospital de la época, tenía faceta eclesiástica —realizaba rezos y misas, por lo menos hasta la aprobación de la Compañía de Jesús, que vino a modificar el organigrama eclesial impuesto desde la Edad Media. También pertenece al municipio, que lo sostiene a través de su concejo y del cabildo de La Seo. Por último, al ser un hospital del reino, está bajo el patrocinio del Rey de Aragón y de la Diputación del Reino, así como de otras instituciones forales.
Durante su primera centuria de existencia es uno de los cinco hospitales más reputados de España, pero su servicio dejaba mucho que desear. Los hombres eran separados en siete cuadrillas y las mujeres en dos, pero no se dejaba ningún apunte sobre su padecimiento. Es en esos primeros setenta años de existencia cuando se levantó el modesto edificio que lo albergaba, compuesto por ocho capillas.
En 1496 se redactan las primeras ordenanzas conservadas actualmente, mas no son las más antiguas, pues las primeras, de tiempo inveterado, se han perdido en el transcurso de los siglos. Establece a cuatro regidores, electos mediante insaculación. De acuerdo a ello, el capítulo de La Seo tomaba parte activa en su elección. Era requisito obligatorio ser vecino de la capital aragonesa.

### SiglosXVIyXVII
Poco después de esas ordenanzas se impuso al hospital el patrocinio de la ciudad de Zaragoza, que se encargaría de las rentas y de vigilar su buen funcionamiento. Para el siglo XVI, al producirse la unión de Castilla y Aragón, los regidores serían nombrados por el Consejo de Aragón a través de una terna propuesta por el virrey. A partir de entonces, el Rey de Aragón, que lo es también de España, intentará ganarse al pueblo de la ciudad nombrando a buenos regidores, a través de su virrey.
Clemente VII concedió al arzobispado de Zaragoza la inmunidad eclesiástica en 1525. Así aumentaba el poder del clero sobre el hospital, que consiguió aumentar el período de los regidores de dos a tres años en 1587.
En ese mismo siglo se construye el teatro, y aparecen por vez primera informes sobre el estado del hospital y el ingreso de enfermos a éste, que por lo general era gente humilde y pobre. Así pues, de cara al siglo XVII el hospital estaba plenamente configurado.
Sin embargo, durante el llamado Siglo de las Luces, el hospital fue perdiendo fuerza debido a la crisis que vivía el reino y a que la exención provista por Clemente VII era sólo en teoría, paralelo a la pérdida de fueros para el reino aragonés. Carlos II intenta privar al clero aragonés de la exención, usando una firma que el Justicia brindó en el siglo anterior, pero es evidente el fracaso de su intentona.
Los regidores ahora ejercen el cargo de manera perpetua, y muchos de ellos pertenecían a la nobleza. La situación generada por dicho incidente motivó sendos problemas de precedencia en las juntas del Cabildo de la ciudad.
El trato que recibían los enfermos mentales era deplorable. La mayoría era obligada a trabajar como criados en condiciones infrahumanas, efectuando el aseo del edificio sin sueldo. Asimismo, la pésima calidad de la comida del hospital motivó una gran cantidad de decesos de pacientes.
Los gastos del hospital se centran fundamentalmente en comprar alimentos y vituallas para los heridos de la Guerra de Cataluña, cuyos heridos solían llegar a Zaragoza. Los ingresos del hospital se limitan a limosnas y algunas donaciones. A partir de 1660 los gastos disminuyen, pero en ningún momento se colocan por debajo de los ingresos.

### SigloXVIII
Este siglo está marcado por la ascensión de Felipe V al trono de España y la instauración de la dinastía borbónica reemplazando a los Austrias. Una de las primeras medidas del nuevo soberano fue retirar los fueros de la Corona de Aragón, y hacer que sus territorios fuesen regidos por las leyes de Castilla.
Ante la crisis que provocó la Guerra de Sucesión Española, Felipe V envió a varios visitadores para poner remedio a la situación, pero en más de cuatro décadas no se logró avance alguno. No sería hasta 1762, ya bajo Carlos III, que vendría la época de prosperidad para la institución, al conseguir un superávit de 2000 libras y emprender la construcción de nuevos departamentos.
Su capacidad de atención a enfermos aumentó sobremanera, de 6000 a 8000 en unos cuantos años. Además, se realizó la compra de 472 camas para tiñosos y dementes, quienes comenzaron a tener un trato más digno en comparación con el que recibían en el siglo XVII. 
Al finalizar el Siglo de las Luces, el Hospital Real y General era mundialmente conocido por especializarse en psiquiatría. La divulgación de este hecho fue presentada en París por el alienista Philip Pinel.

### Edad Contemporánea

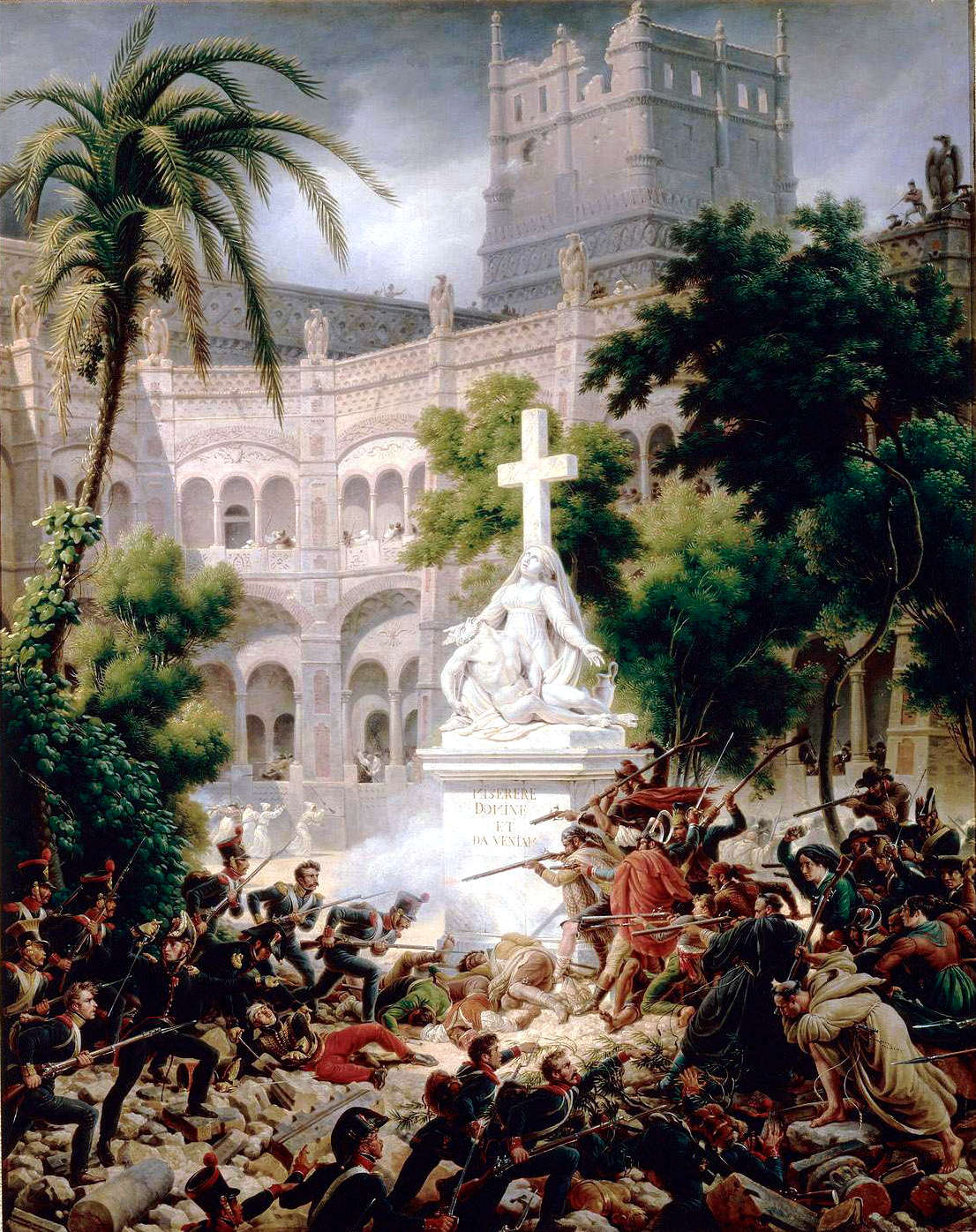
Combate durante uno de los Sitios de Zaragoza, pintado por Lejeune

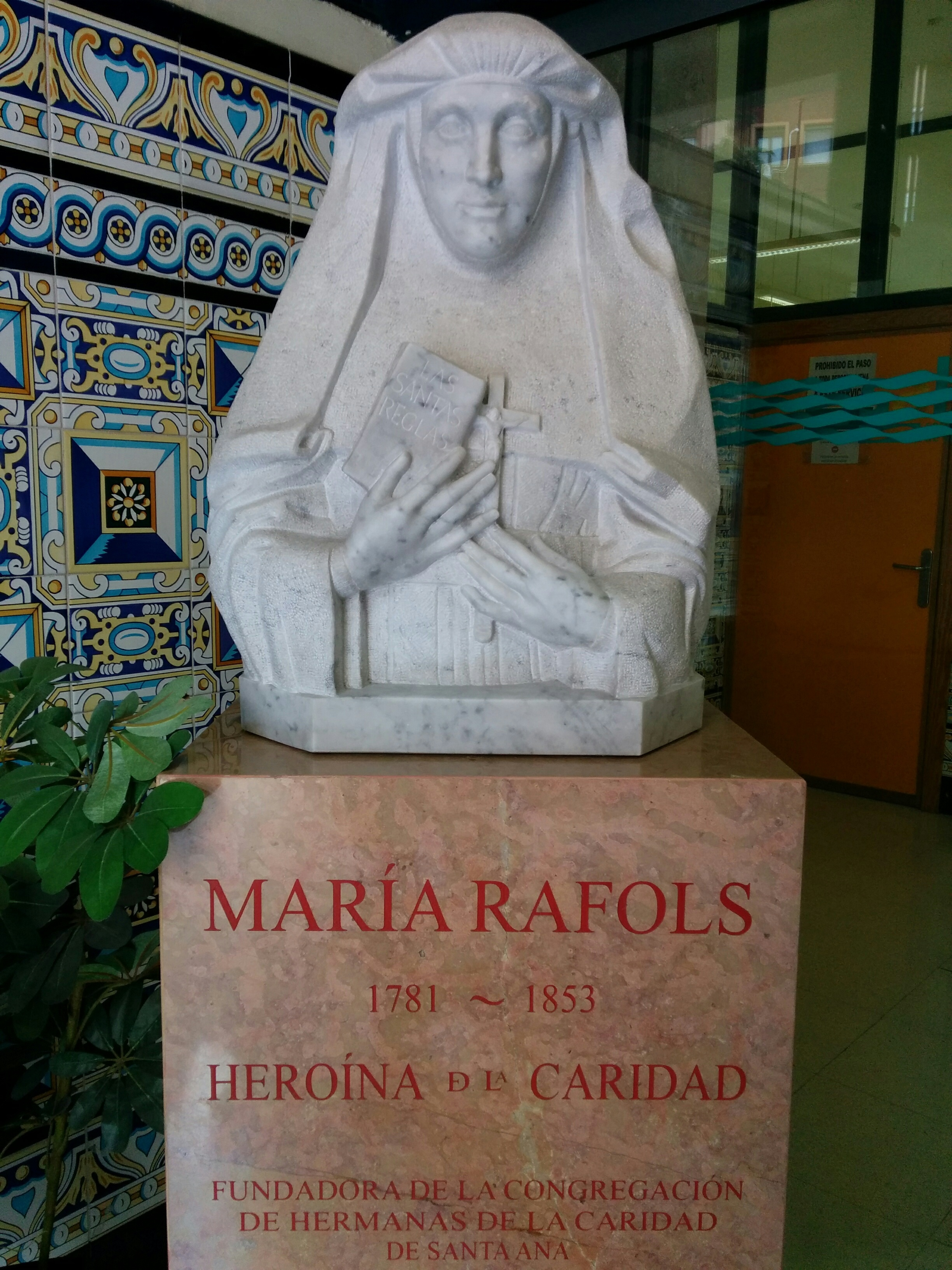
Estatua a la Madre Rafols en el Hospital Provincial de Zaragoza

El 28 de diciembre de 1804 llegó a Zaragoza un grupo de doce hermanos y doce hermanas reunidos por el Padre Juan Bonal  para hacerse cargo de los servicios del Hospital de Nuestra Señora de Gracia respondiendo a la llamada de la Junta que lo regía.
El Padre Juan Bonal y María Rafols Bruna fundaron la Congregación de las Hermanas de la Caridad de Santa Ana, para que a la manera de las Hijas de San Vicente de Paúl en Francia, se ocupara ante todo de la atención a los enfermos.
Al comenzar la guerra de la Independencia el papel de las hermanas fue muy destacado. Tras el primer Sitio de Zaragoza quedó destruido el gran edificio del Hospital de Nuestra Señora de Gracia y la Madre Rafols se ocupó de colocar a los 6 000 enfermos en diversos edificios oficiales y privados. Rescató objetos religiosos y artísticos. Consiguió ayudas, solicitándolas insistentemente no sólo al general Palafox sino incluso al sitiador.
Cuando se retiraron los franceses el 14 de agosto de 1808 el Hospital estaba en ruinas. Los más de 4 000 heridos y enfermos se trasladaron a la Real Casa de Misericordia.
La sede del instituto migró al Hospital de Convalecientes, que recibe el nombre y atribuciones del de Nuestra Señora de Gracia.

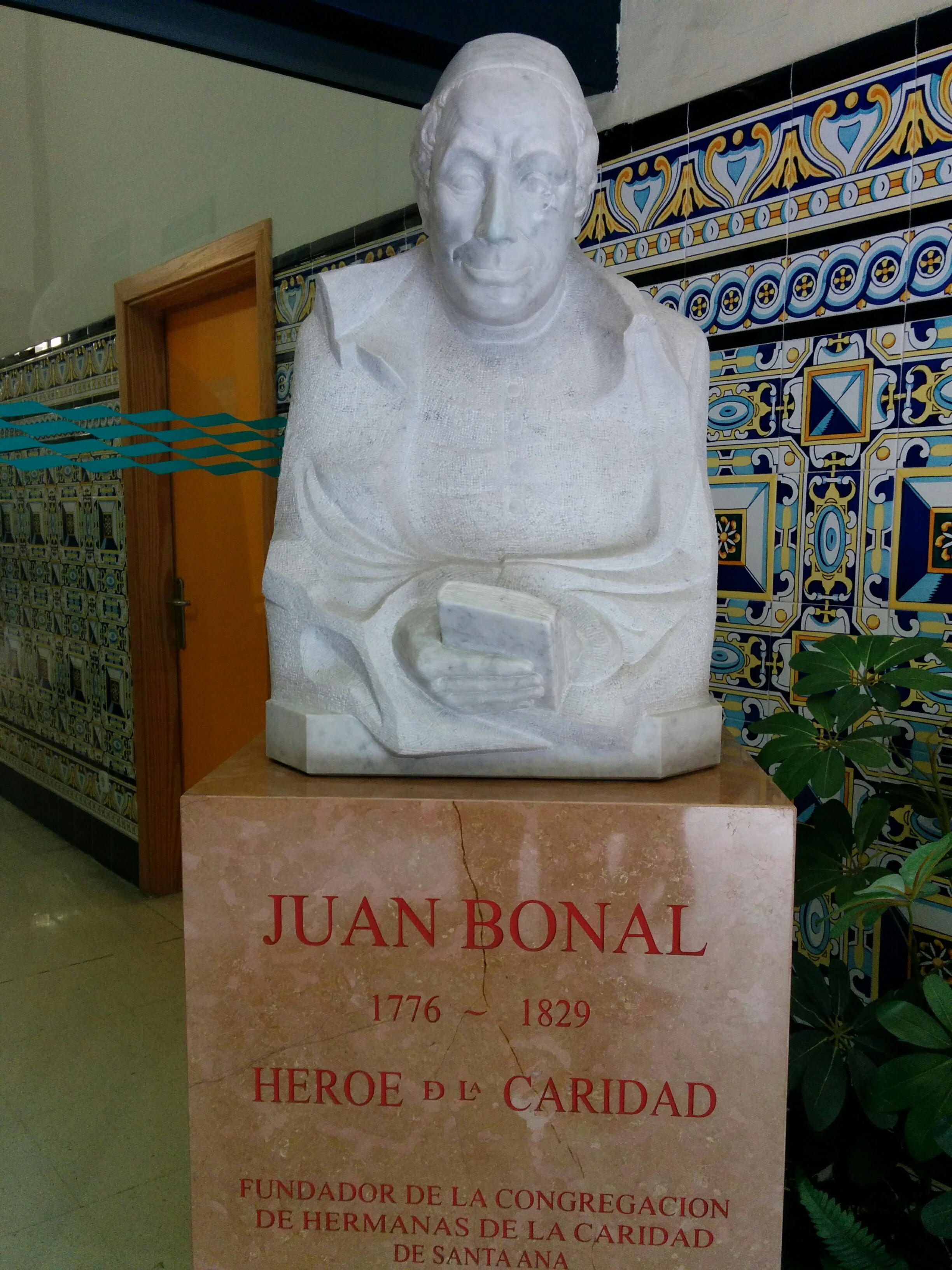
Estatua a Juan Bonal en el Hospital Provincial de Zaragoza

Su fama como brindadora de atención a enfermos mentales creció sobremanera en el siglo XIX. entre 1829 y 1890 es la única institución aragonesa encargada del cuidado de dementes. A pesar del desastre causado por la guerra, del que Zaragoza no se levantaría hasta años después, acogió a una ingente cantidad de lunáticos no sólo de Aragón, sino de toda España. Su preeminencia como hospital psiquiátrico persistió hasta la década de 1890, con la creación del Sanatorio Psiquiátrico «Nuestra Señora del Pilar».
De ese siglo se conservan unos magníficos «Libros de Dementes», detalladísimos estudios sobre las enfermedades mentales que padecían los internos del hospital. Gracias a ellos ha sido posible reconstruir paso a paso la atención hospitalaria brindada a los locos durante la época, así como otras cuestiones referentes a las condiciones sanitarias.
Fuera de esos documentos, no se tiene en la actualidad ningún registro del funcionamiento del sanatorio, por lo menos hasta 1906, año de la reorganización sanitaria en Zaragoza. Gracias a su unión con la Facultad de Medicina de la Universidad de Zaragoza, los médicos pasantes podían realizar aquí sus prácticas antes de la titulación. Fue en este sanatorio médico donde los zaragozanos se atendían hasta bien entrado el siglo XX, con la fundación de nuevos hospitales como el Miguel Servet.
Entre los hechos reseñables, destaca la presencia del posteriormente Premio Nobel de Medicina, Santiago Ramón y Cajal, quien ejerció como practicante, en calidad de ayudante interino de anatomía en esta institución, en 1876.
De acuerdo a los datos brindados en mayo de 1999, contaba con poco más de ciento cincuenta camas y una estructura médica modernizada al paso de los años. Dependía de la Diputación Provincial de Zaragoza hasta 2000, cuando tomó su control la Diputación General de Aragón.

### Imprenta
En el Hospital Real y General de Nuestra Señora de Gracia estuvo instalada una importante imprenta desde 1626 hasta comienzos del XIX, que contaba con el privilegio de editar todos los libros de gramática del Reino de Aragón, tuvo uno de los catálogos más variados de Aragón y contó con destacados tipógrafos como responsables como Diego José Dormer o Domingo Gascón.

## El edificio
El antiguo Hospital de Convalecientes fundado por el arzobispo Diego de Castrillo en el siglo XVII, pasó a ocupar el nombre y funciones del destruido sanatorio de Nuestra Señora de Gracia en 1808. 
Se trata de un edificio barroco a todas luces, con un frontis estructurado en dos pisos, a semejanza de la iglesia de Santa Isabel de Portugal —construida por entonces—. En el primer piso puede apreciarse el escudo del fundador y en el segundo una hornacina con la Virgen rodeada de enfermos.
El interior tiene forma de cruz griega y una base octagonal. Su diáfana cúpula permite la entrada de luz natural al edificio.
Entre las obras de arte más destacadas del recinto está el Cristo de los artistas, emotiva imagen de Cristo crucificado. El retablo mayor fue elaborado por José Luzán en la década de 1770, y en él aparece la Virgen orando junto a enfermos y al clérigo Castrillo.

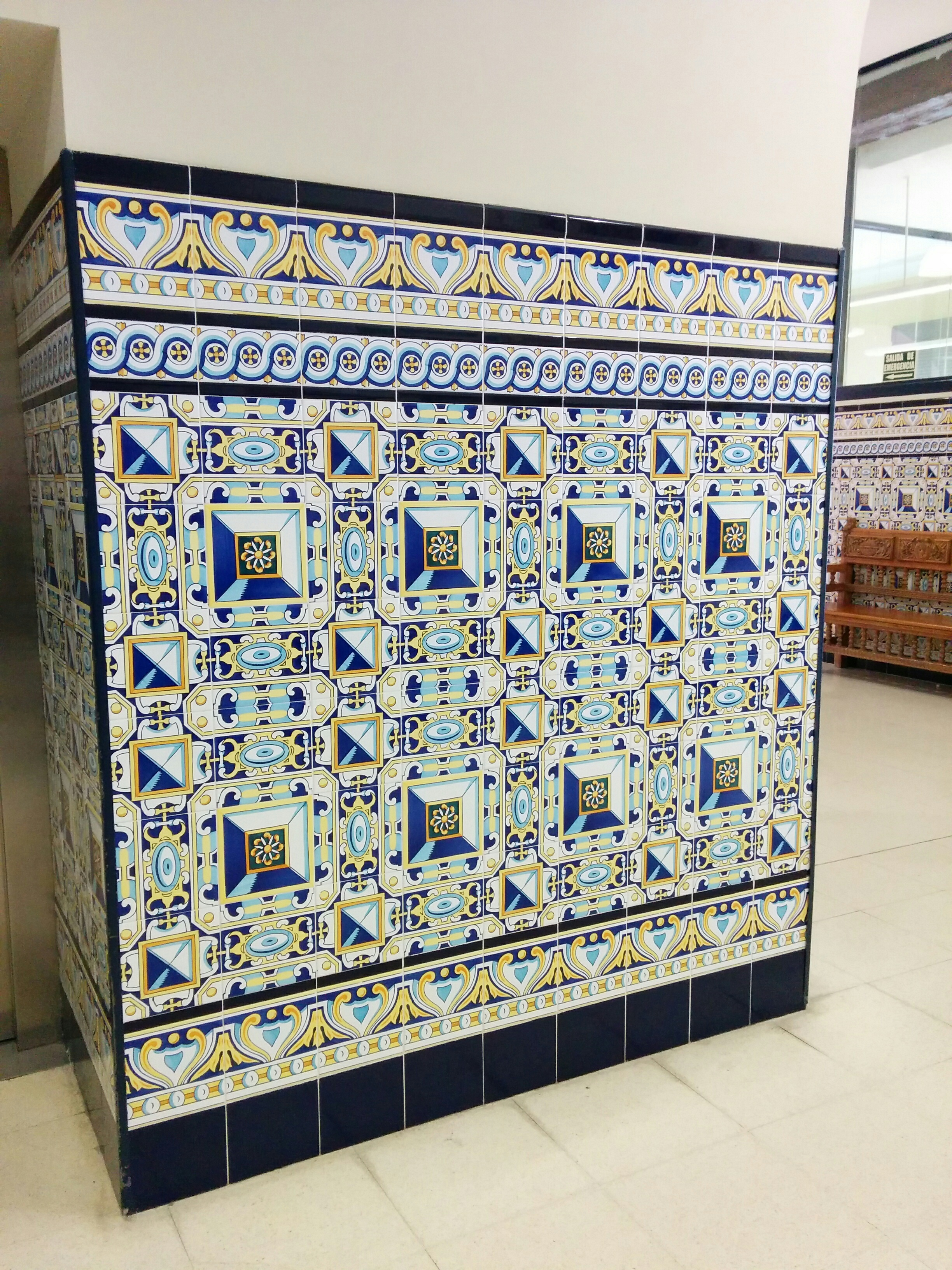
Pasillos con azulejos característicos